# جربارة بوجيرية
جربارة بوجيرية (الاسم العلمي:Gerbera bojeri) هي نوع من النباتات تتبع جنس الجربارة من الفصيلة النجمية.